# László Papp (Ringer)
László Papp (* 4. Januar 1905 in Szentes; † 28. Januar 1989 in Budapest) war ein ungarischer Ringer.
László Papp rang von 1925 bis 1934 auf internationaler Ebene und wurde in dieser Zeit zweimal Europameister. Weltmeister konnte er nie werden, da seit 1922 keine Weltmeisterschaften im Ringen ausgetragen worden waren. 1928 musste er sich bei den Olympischen Spielen am Ende nur dem Finnen Väinö Kokkinen geschlagen geben.

## Erfolge
(OS=Olympische Spiele, EM=Europameisterschaften, GR=griechisch-römisch, FS=Freistil, Hsg=Halbschwergewicht, Sg=Schwergewicht) 
- 1925, 3. Platz, EM in Mailand, GR, Sg, hinter Carl Westergren, Schweden und Robert Rupp, Deutschland
- 1926, 3. Platz, EM in Riga, GR, hinter Johannes Jacobsen, Dänemark und Fritz Bräun, Deutschland
- 1927, 1. Platz, EM in Budapest, GR, vor Albert Kusnets, Estland und František Hala, Tschechoslowakei
- 1928, 2. Platz, OS in Amsterdam, GR, hinter Väinö Kokkinen, Finnland und vor Albert Kusnets und Johannes Jacobsen
- 1933, 1. Platz, EM in Paris, FS, Hsg
- 1934, 3. Platz, EM in Rom, GR, hinter Ivar Johansson, Schweden und August Neo, Estland